# Johanna Maria Bonomo
Johanna Maria Bonomo, auch Giovanna Maria Bonomo  OSB (* 15. August 1606 in Asiago, Italien; † 22. Februar 1670 in Bassano del Grappa, Italien) war eine römisch-katholische Äbtissin und Mystikerin, die von Papst Pius VI. 1783 seliggesprochen wurde. Die katholische Kirche feiert am 1. März ihren Gedenktag.

## Leben
Johanna Maria wurde von Klarissen in Trient erzogen und trat 1622 in Bassano del Grappa dem Benediktinerorden bei. Sie wurde Novizenmeisterin, Priorin, dreimal war sie Äbtissin. Sie war mystisch begabt, litt unter schweren körperlichen und seelischen Krankheiten und trug die Stigmata des Kreuzes Jesu mit Demut und Geduld. Zahlreiche ihrer Schriften über asketisches Leben sind bis heute weit verbreitet.
Johanna Marias Gebeine werden in der Kirche der seligen Johanna (chiesa della Beata Giovanna) in der Via Beata Giovanna, 56 in Bassano del Grappa Bassano aufbewahrt und verehrt.

## Ikonografie
Johanna Maria Bonomo wird mit der Taube dargestellt.